# Belaja (přítok Kamy)
Belaja (rusky Белая, baškirsky Ағиҙел – což znamená velká bílá řeka) je řeka v Baškirské republice s dolním tokem na hranici s Tatarstánem v Rusku. Je dlouhá 1430 km. Povodí řeky je 142 000 km².

## Průběh toku
Pramení východně od města Iremel na Jižním Urale. Na horním toku teče mezi nízkými bažinatými břehy. Pod vesnicí Tirljanskovo se dolina prudce zužuje a v některých místech jsou břehy velmi prudké a porostlé lesem. Pod ústím pravého přítoku Nuguš, jak řeka postupně vtéká do roviny, se údolí rozšiřuje a pod ústím řeky Ufy má již Belaja charakter typické rovinné řeky. Protéká v širokém úvalu, ve kterém se nacházejí stará ramena, řeka vytváří mnohé zákruty a rozděluje se na jednotlivá ramena. Pravý břeh je na většině toku vyšší než levý. Ústí zleva do Kamy (povodí Volhy).

### Přítoky
- zprava – Nuguš, Sim, Ufa, Tanyp
- zleva – Aškadar, Uršak, Ďoma, Karmasan, Čermasan, Baza, Sjuň

## Vodní režim
Zdrojem vody jsou převážně sněhové srážky. Průměrný roční průtok vody u Birsku činí 858 m³/s. Zamrzá ve druhé polovině listopadu a rozmrzá v polovině dubna.

## Využití
Řeka je důležitou vodní magistrálou Baškortostánu. Pravidelná doprava je provozována od Ufy k ústí a řeka je tak součástí vodní cesty Moskva-Ufa, po které jezdí speciální turistické linky. Na řece leží města Beloreck, Salavat, Išimbaj, Stěrlitamak, Ufa (hlavní město Baškortostánu) a Birsk.
Od roku 2017 probíhají bagrovací práce na prohloubení řeky, aby byla splavná i většími loděmi a byl podpořen rozvoj říční nákladní dopravy.